# 블라디미르 보고라스
블라디미르 게르마노비치 보고라스(러시아어: Влади́мир Ге́рманович Богора́з, 1865년 4월 27일~1936년 5월 10일)는 러시아의 작가이다.

## 생애
1865년 볼린 주(현재의 우크라이나 지토미르주)의 오브루츠에서 유대인 교사의 아들로 태어났다. 출생 시 나탄이라는 유대식 이름을 받았고 청년기에 정교 세례를 받으면서 블라디미르라는 이름을 가지게 되었다. 후일 그가 자주 사용했던 ‘탄’이라는 필명은 유대식 이름 ‘나탄’에서 따온 것이었다.
타간로그 김나지움에서 수학했으며, 1882년 졸업 후에 페테르부르크 대학교 법학부에 입학했으나, ‘나로드나야 볼랴(인민의 의지)’ 서클과 관련된 혁명 운동으로 퇴학당했다. 그 후 1885년부터 비밀 출판 활동에 적극 참여해 수차례 체포되기도 했으며, 결국 1889년부터 1899년까지 10년간 러시아 북동부의 스례드녜콜리마로 유형을 가게 되었다. 그곳에서 민속학을 연구하기 시작했는데, 연구 성과가 뛰어나 1894년에는 러시아 과학 아카데미가 축치인 생활상을 연구하기 위해 조직한 탐사대에 그가 포함되었다. 이에 따라 그는 1895년부터 1897년까지 약 3년 동안 축치인과 함께 생활하며 축치인의 생활양식, 전통, 언어, 종교 등에 대한 연구를 계속했다. 이 기간이 끝나자 과학 아카데미의 청원으로 페테르부르크로 돌아왔으며, 1900년에 또다시 탐사에 나섰다.
1896년부터 ‘탄’이라는 필명으로 에세이, 단편소설, 시 등을 발표하며 문학 활동을 시작했다. 1899년에는 첫 번째 산문집 ≪축치 이야기≫가 출판되었고, 1900년에는 첫 번째 시집이 출판되었다. 그가 러시아 과학 아카데미 정기 간행물에 발표한 자료들(＜축치어와 구비문학 연구를 위한 자료 표본＞, ＜콜리마 지역에서 수집된 축치어와 구비문학 연구＞ 등)은 언어학 발전에 귀중한 공헌을 했으며 저자를 세계적으로 유명하게 만들어 주었다.
1899년에는 러시아 과학 아카데미의 추천으로 미국 자연사 박물관에 초청되어 미국으로 건너가, 인류학자 프란츠 보아스가 이끄는 탐사대(Jesup North Pacific Expedition)에 참여해 태평양 북부 연안에서 민속학, 문화인류학, 고대사를 연구했다. 그는 1901년 정치적인 이유로 러시아를 떠나 미국 뉴욕에 정착해 1904년까지 미국 자연사 박물관의 학예사로 활동하기도 했다. 바로 이 시기에 축치인의 민속과 신화에 관한 가장 기본적인 저서로 전 세계에 잘 알려진 ≪축치족≫이라는 단행본 출판을 준비했다.
언어학자로도 유명한 보고라스는 축치어 연구에 큰 공헌을 했다. 축치어 문법서를 편찬하고 구비문학 텍스트와 사전도 편찬했다. 그 외에도 코랴크어와 캄차달어(이텔멘어), 에벤어(라무트어), 시베리아 에스키모어(이누이트어) 등에 관한 연구도 진행해 텍스트와 구비문학 자료를 수집하고 연구 논문과 저서도 다수 집필했다.
주요 문학작품으로 ≪축치 이야기≫(1899), ≪시≫(1900), ≪8종족≫(1902), ≪용의 희생≫(1909), ≪콜리마 이야기≫(1931), ≪부활한 종족≫(1935) 등이 있다. 그는 에세이와 소설에서 학술적으로 수집된 역사ᐨ민속학적 자료를 이용해 풍속을 세밀하게 묘사했다.